# 石锐
石锐（？—15世纪），字以明，钱塘（今浙江省杭州市）人，明代宫廷画家。宣德年间（1426年－1435年）进入宫廷，在仁智殿担任待诏，1469年仍活跃于画院。其画得盛懋之法，备极华整。金碧山水、界画楼台及人物，皆傅色鲜明温润，尤擅长画青绿与金碧山水，名著于时。

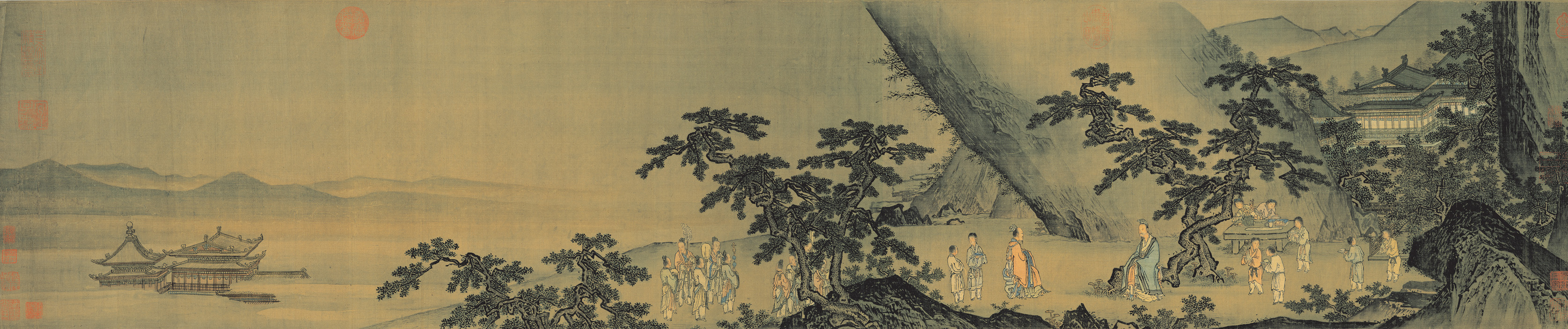
石锐《轩辕问道图》，台北故宫博物院藏

## 作品
存世作品有《轩辕问道图卷》、《探花图卷》等。